# Bowling Green Falcons

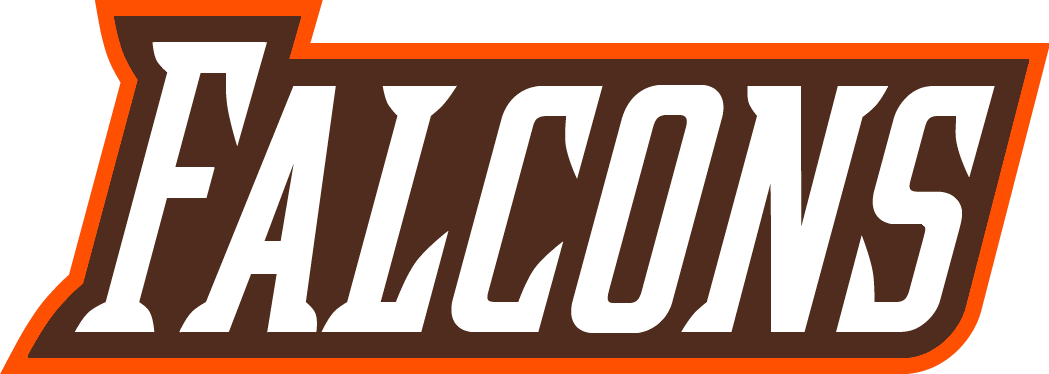
Bowling Green Falcons Logo

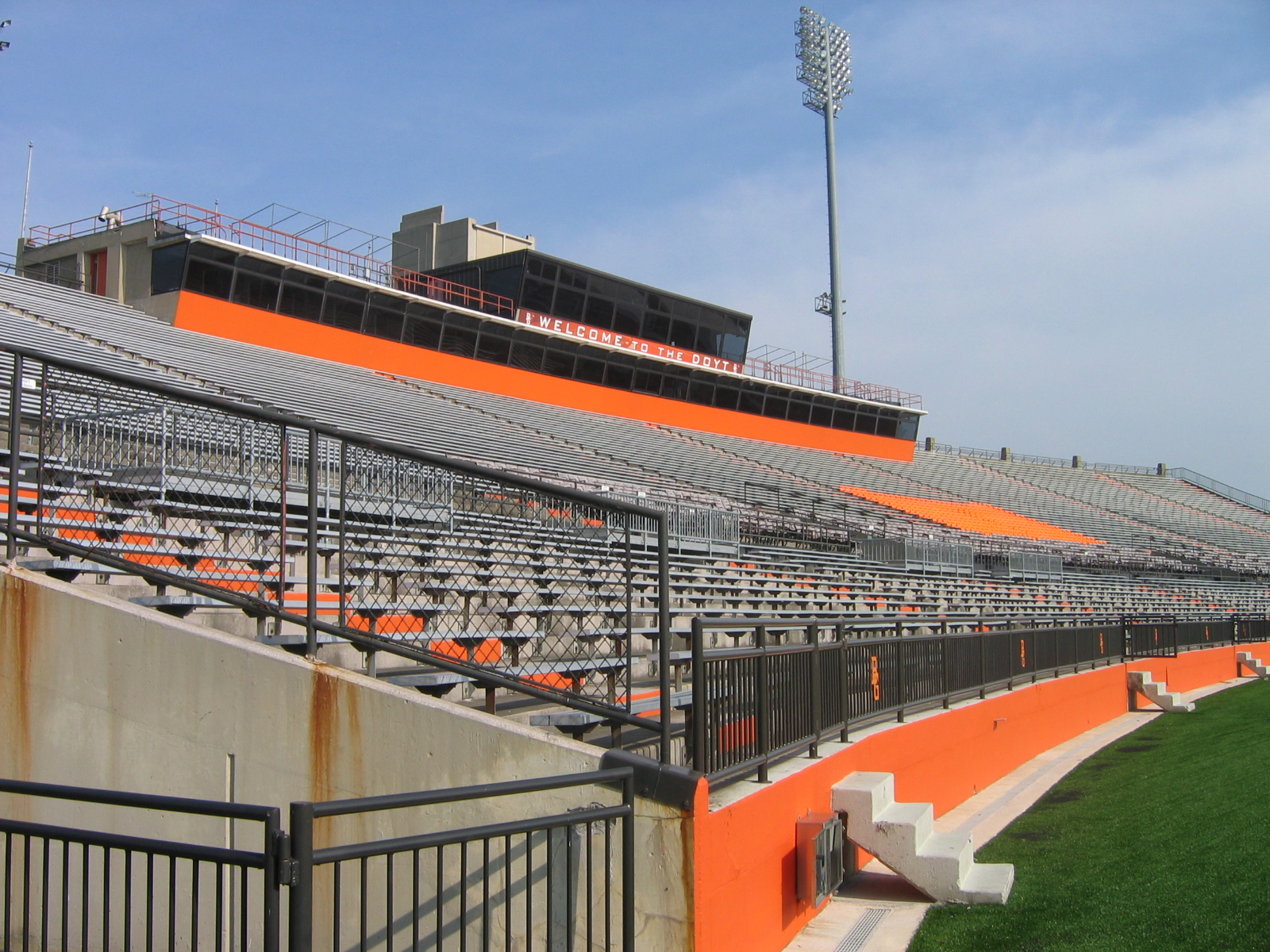
Bowling Green American-Football-Stadion

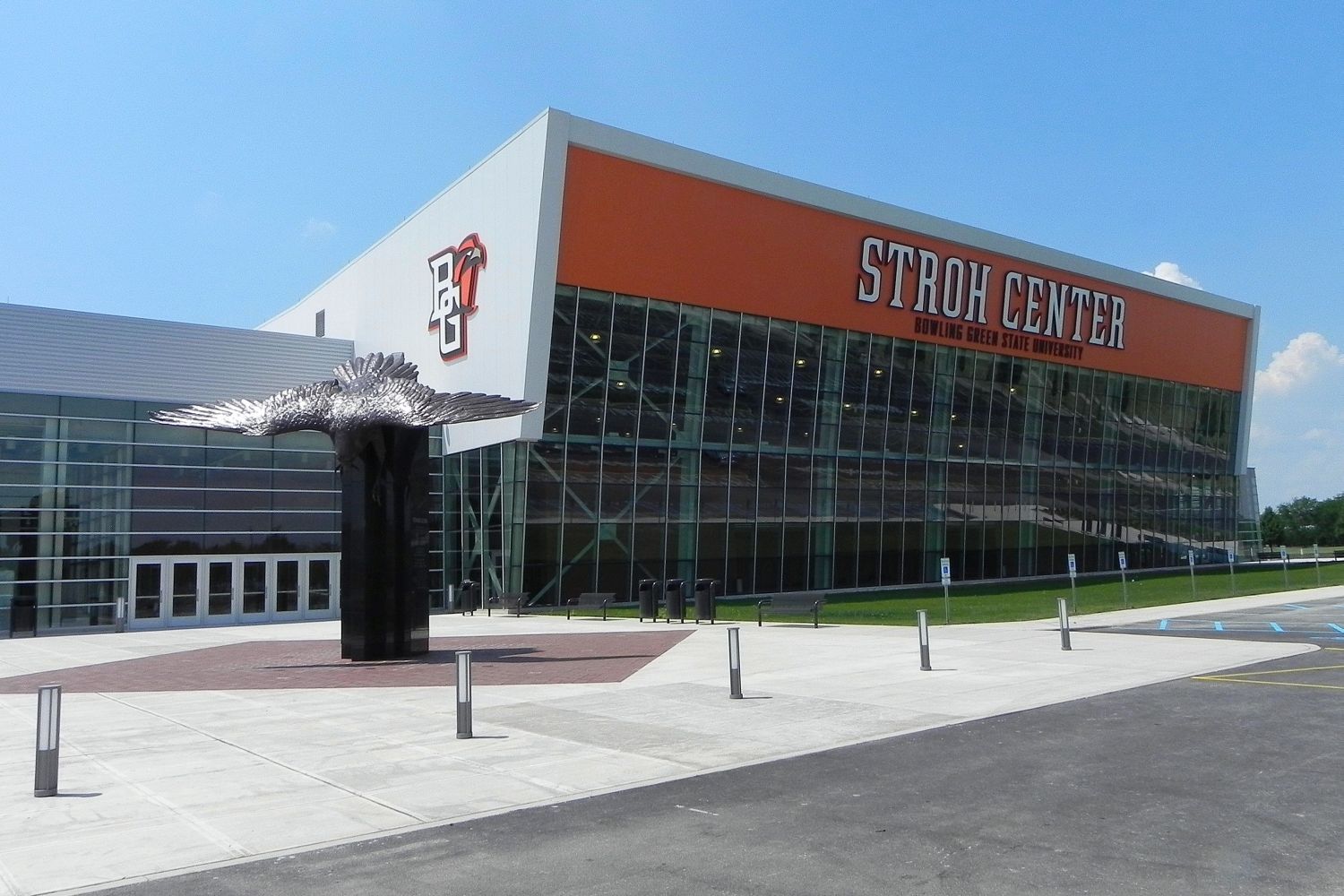
Bowling Green Basketball-Arena

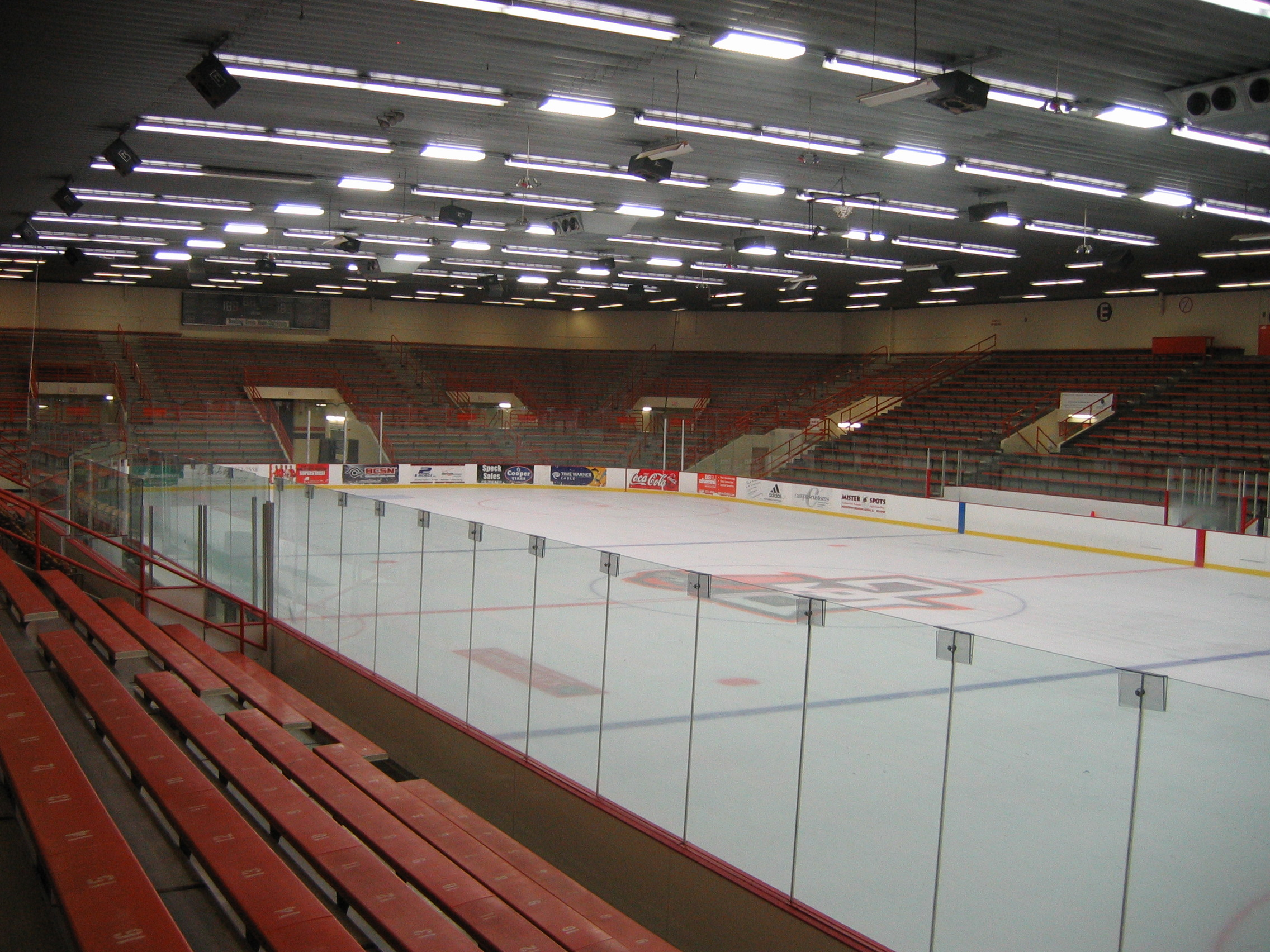
Bowling Green Eishockey-Arena

Die  Bowling Green Falcons sind die Sportteams der Bowling Green State University. Die 17 verschiedenen Sportteams nehmen an der NCAA Division I als ein Mitglied der Mid-American Conference in der East Division teil, mit Ausnahme der Eishockey-Mannschaft, die in der Konkurrenz Central Collegiate Hockey Association.

## Sportarten
Die Falcons bieten folgende Sportarten an:
Herren Teams
- Baseball
- Basketball
- Crosslauf
- American Football
- Golf
- Eishockey
- Fußball

Frauen Teams
- Basketball
- Crosslauf
- Golf
- Gymnastik
- Fußball
- Softball
- Schwimmsport & Wasserspringen
- Tennis
- Leichtathletik
- Volleyball